# Metaphycus blanchardi
Metaphycus blanchardi är en stekelart som först beskrevs av De Santis 1972.  Metaphycus blanchardi ingår i släktet Metaphycus och familjen sköldlussteklar. Inga underarter finns listade i Catalogue of Life.